# Adiantum macrocladum
Adiantum macrocladum är en kantbräkenväxtart som beskrevs av Kl. Adiantum macrocladum ingår i släktet Adiantum och familjen Pteridaceae. Inga underarter finns listade.